# Federación de Fútbol de la República Islámica de Mauritania
La Federación de Fútbol de la República Islámica de Mauritania (del francés: Fédération de Football de la République Islamique de Mauritanie); abreviado FFRIM; en árabe: اتحاد موريتانيا لكرة القدم‎ es el organismo rector del fútbol en Mauritania, con sede en Ksar. Fue fundada en 1961, desde 1961 es miembro de la FIFA y desde 1964 de la CAF. Organiza el campeonato de Liga y de Copa, así como los partidos de la selección nacional en sus distintas categorías.